# 中国驻巴兰基亚领事馆
中华人民共和国驻巴兰基亚领事馆（西班牙語：Consulado de la República Popular China en Barranquilla），简称中国驻巴兰基亚领事馆，是中华人民共和国派驻哥伦比亚巴兰基亚的最高级别外交机构。领区包括大西洋省、玻利瓦尔省和马格达莱纳省。

## 历史沿革
1989年11月8日，中华人民共和国与哥伦比亚政府以互换照会的形式达成在巴兰基亚设立领事馆的协议。1990年6月26日，驻巴兰基亚领事馆正式开馆。2017年6月30日，中国政府暂时关闭驻巴兰基亚领事馆。